# Ligne de Franois à Arc-et-Senans
La ligne de Franois à Arc-et-Senans est une courte ligne ferroviaire française, du département du Doubs, qui relie la gare de Franois, sur la ligne de Dole-Ville à Belfort, à celle d'Arc-et-Senans, sur la ligne de Dijon-Ville à Vallorbe (frontière).
Elle est notamment utilisée par la relation TER Belfort – Lyon.
Elle constitue la ligne no 871 000 du réseau ferré national.

## Historique
La ligne est concédée, dans le cadre d'un itinéraire de Bourg-en-Bresse à Besançon par Lons-le-Saunier, à la Compagnie du chemin de fer de Paris à Lyon par une convention signée le 20 avril 1854 entre le ministre des Travaux publics et la compagnie. Cette convention est approuvée par un décret impérial le même jour.
À la suite de la déconfiture financière de la Compagnie du chemin de fer Grand-Central de France, son démantèlement est organisé en 1857 au profit de la Compagnie du chemin de fer de Paris à Orléans et de la constitution de la Compagnie des chemins de fer de Paris à Lyon et à la Méditerranée par la fusion des compagnies du chemin de fer de Paris à Lyon et de Lyon à la Méditerranée aux termes d'une convention signée le 11 avril 1857. Cette convention est approuvée par décret le 19 juin 1857.
Cette ligne a été mise en service par la Compagnie des chemins de fer de Paris à Lyon et à la Méditerranée (PLM) le 1er août 1864.
À voie unique à l'origine, la 2e voie a été mise en service le 28 mars 1881.
Elle a été électrifiée en courant 25 kV - 50 Hz en juillet 1995.

## Description de la ligne

### Tracé - Parcours
La ligne a pour origine la bifurcation de Franois située 400 m avant la gare de Franois (sens Dole-Besançon), sur la ligne de Dole-Ville à Belfort. Elle traverse une zone boisée sur 3 km avant de retrouver la vallée du Doubs aux abords de Montferrand-le-Château. Elle franchit cette rivière à trois reprises ; sur la commune de Thoraise, par deux ponts distants l'un de l'autre d'environ 1 200 m  et à environ 4 200 m plus loin, une troisième fois par un pont situé sur la commune de Osselle-Routelle avant d'atteindre Byans-sur-Doubs. Elle quitte alors la vallée du Doubs, traverse une nouvelle zone boisée pour arriver dans le bassin de la Loue. Elle contourne ensuite la Saline royale d'Arc-et-Senans avant de se raccorder à Arc-et-Senans à la ligne de Dijon-Ville à Vallorbe (frontière).

### Caractéristiques

#### Infrastructure
C'est une ligne à double voie au profil médiocre, les déclivités atteignent 15 ‰. Les vitesses maximum sont faibles en raison du rayon des courbes rencontrées. Les trains, autorails et automotrices sont limités à 100 km/h de Franois à Byans et à 110 km/h de Byans à Arc-et-Senans (120 km/h pour les autorails et automotrices). Si la bifurcation de Franois est franchissable à 100 km/h, celle d'Arc-et-Senans impose un ralentissement à 60 km/h.
Elle a été électrifiée en courant alternatif 25 kV - 50 Hz (mise sous tension le 5 juillet 1995), l'alimentation est réalisée à partir de la sous-station de Liesle télécommandée depuis le central sous-station de Dijon.
L'espacement des trains est assuré par un block automatique à permissivité restreinte (BAPR). Toutefois, il existe 2 cantons de block automatique lumineux (BAL) en aval de la bifurcation de Franois et en amont de celle d'Arc-et-Senans.
Elle est équipée du contrôle de vitesse par balises ainsi que de la radio sol-train sans transmission de données.

## Exploitation et trafic
La ligne est desservie par des trains TER Bourgogne-Franche-Comté des relations Belfort / Besançon - Lons-le-Saunier / Bourg-en-Bresse / Lyon Perrache et Besançon - Mouchard - Saint-Claude
Jusqu’en 2018, le TGV Strasbourg-Marseille empruntait la ligne mais celui-ci est reporté depuis 2019 sur la ligne de Paris à Lyon et Marseille à cause de travaux en gare de Lyon Part Dieu

## Galeries d'images

Les gares de la ligne en photos
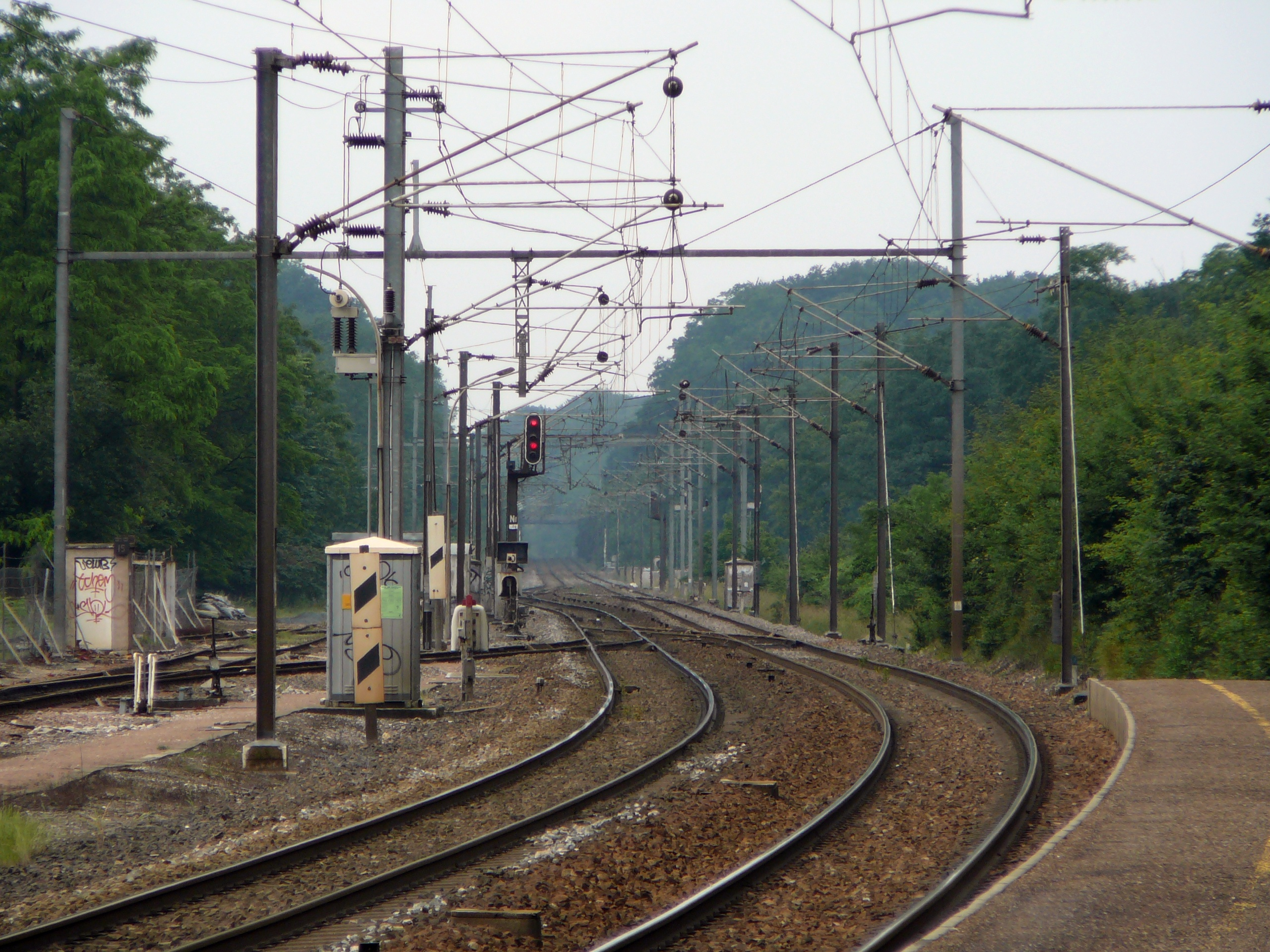
Gare de Franois Vue sur la bifurcation
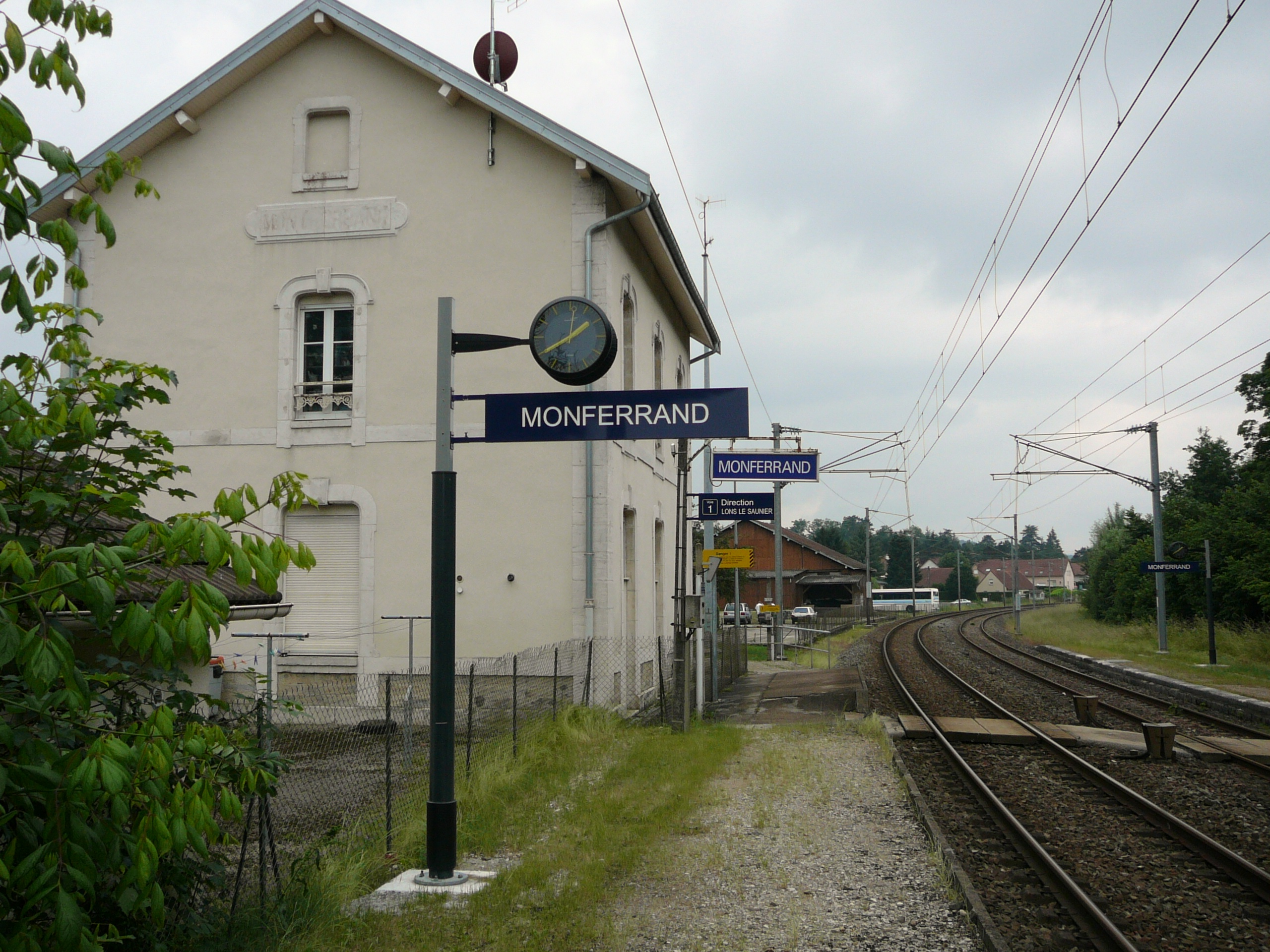
Gare de Montferrand-Thoraise vue direction Mouchard
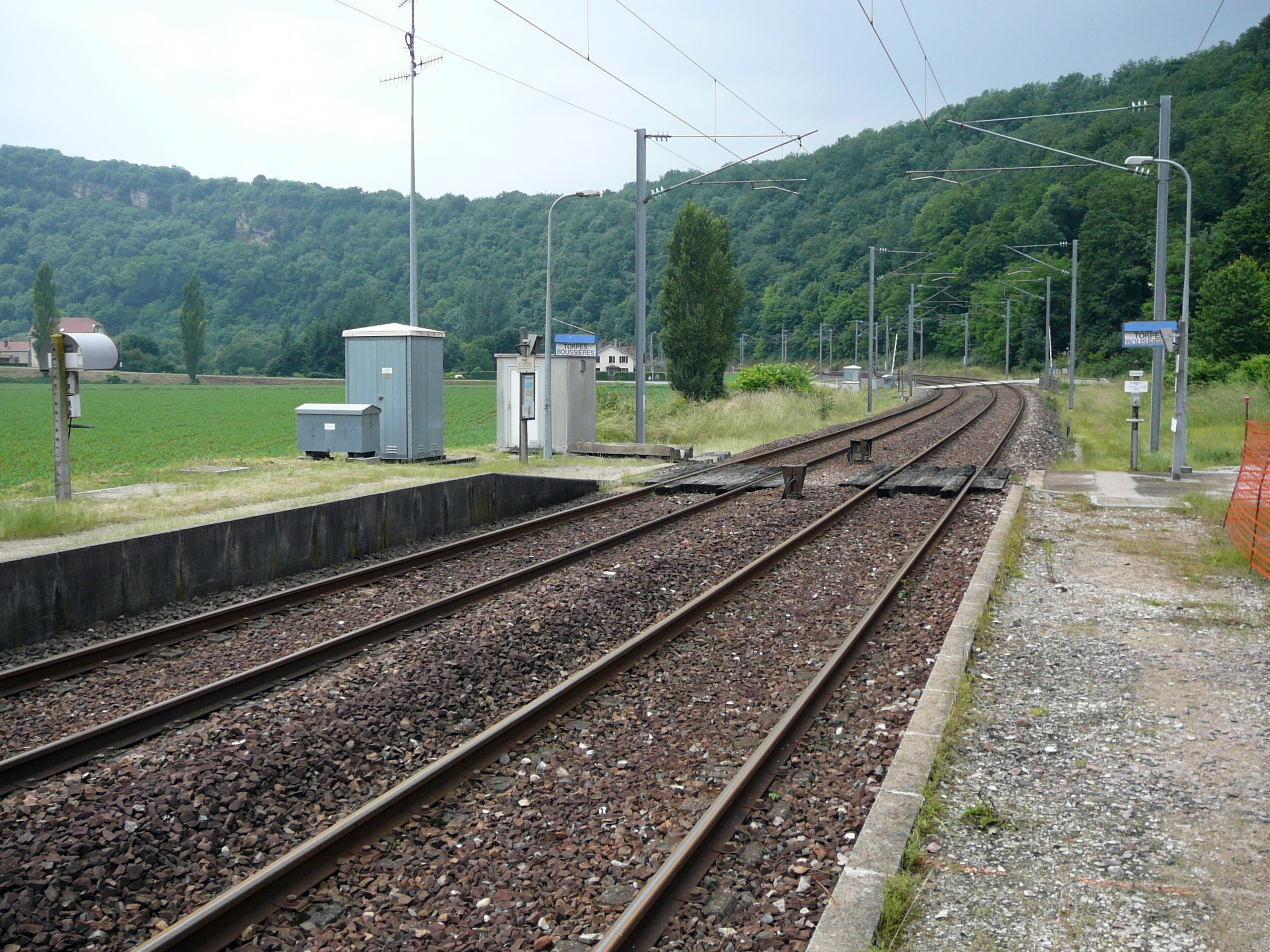
Gare de Torpes-Boussières direction Mouchard
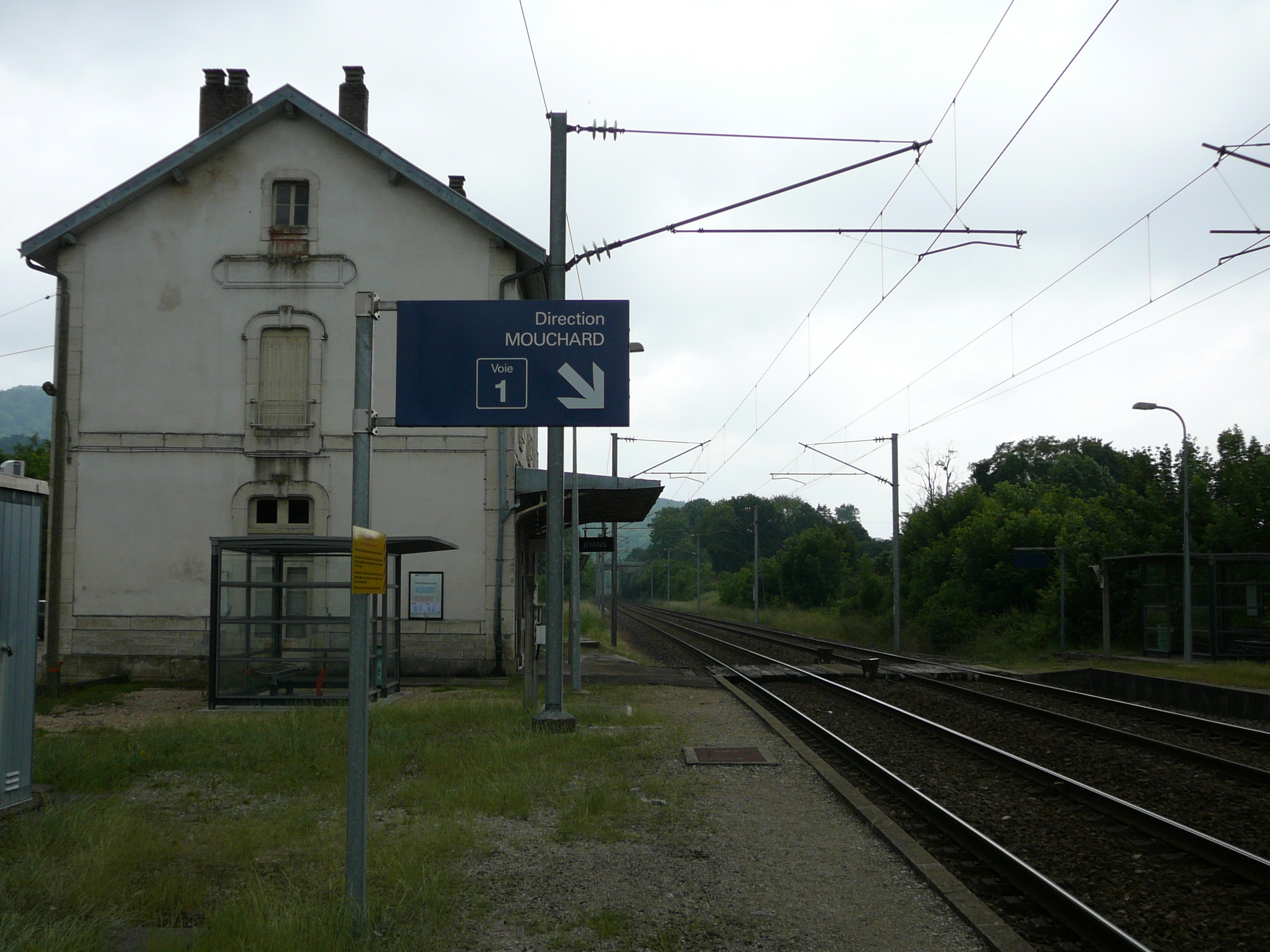
Gare de Byans, vue en direction de Mouchard
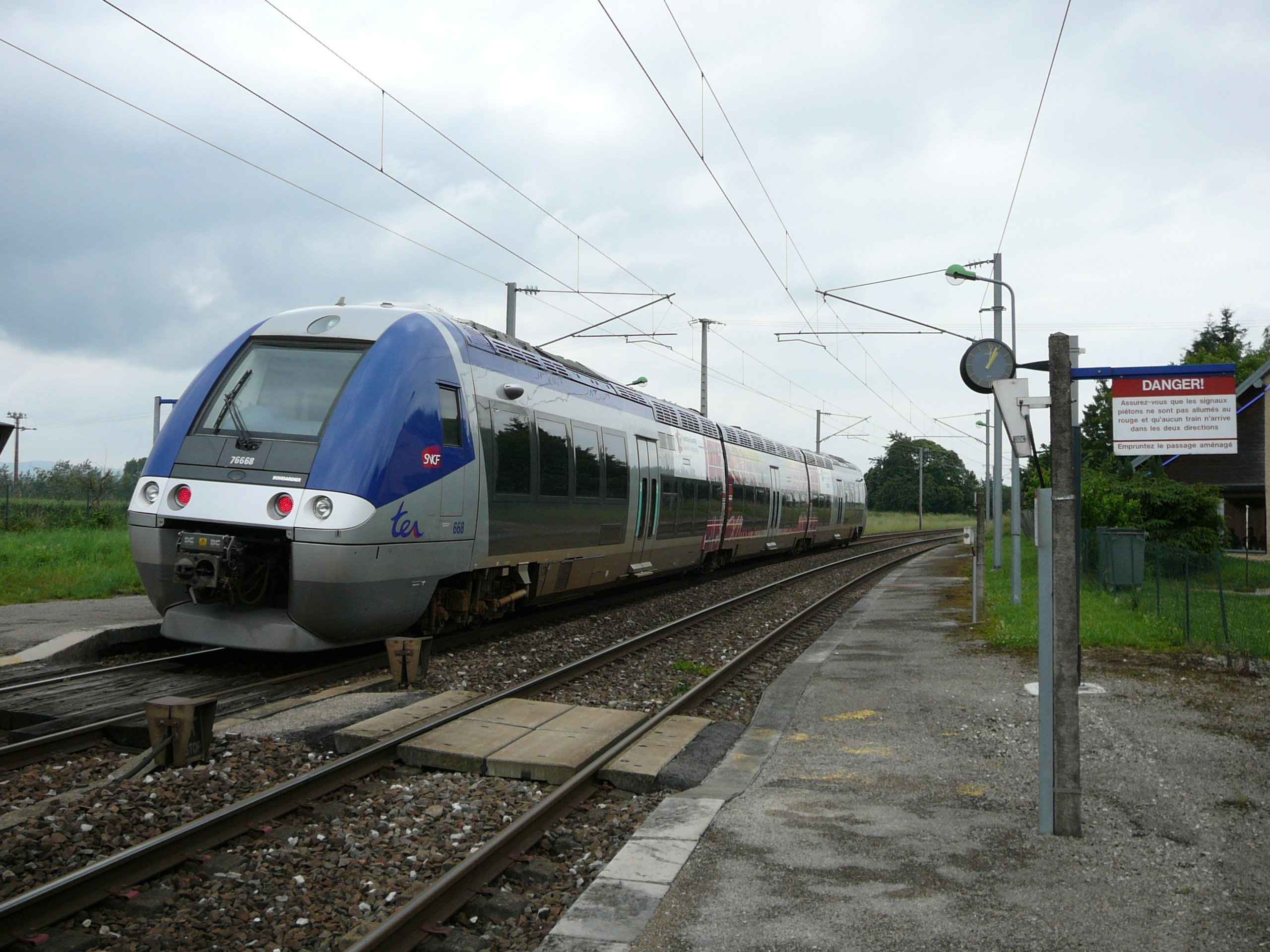
Gare de Liesle, direction Mouchard
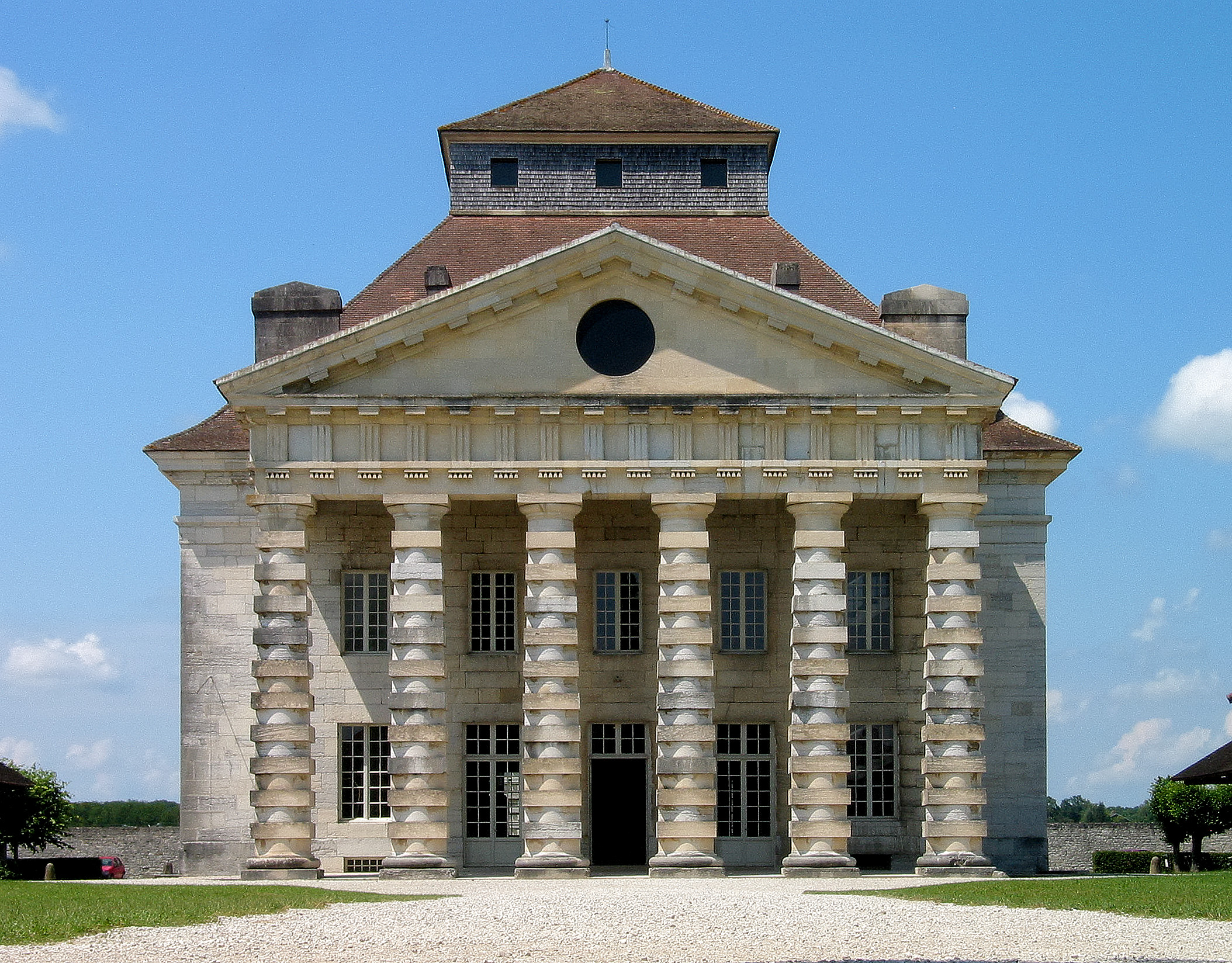
Saline royale d'Arc-et-Senans à proximité de la gare d'Arc-et-Senans
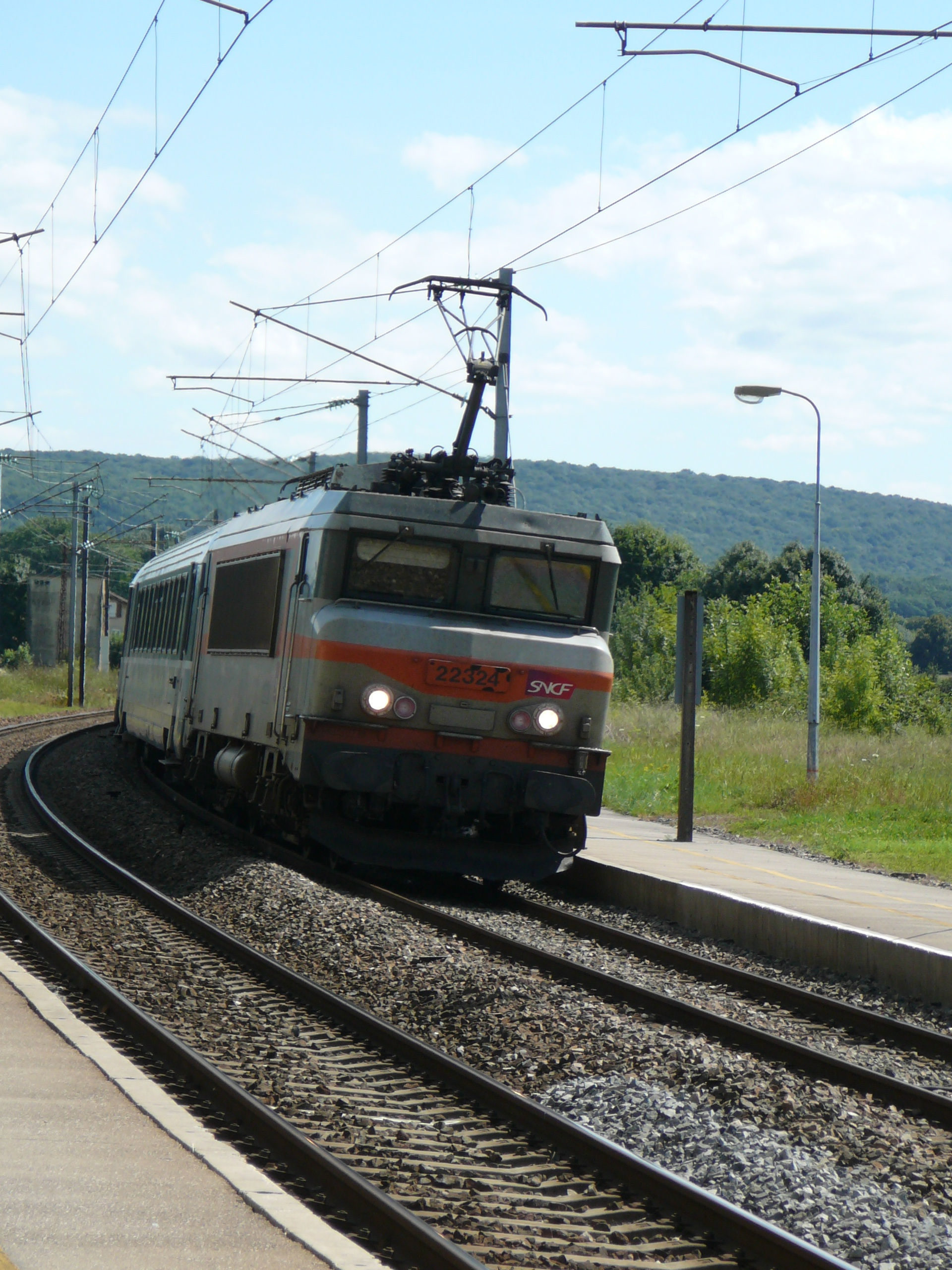
Gare d'Arc-et-Senans Passage du train Corail no 4314 Lyon-Strasbourg à 100 km/h
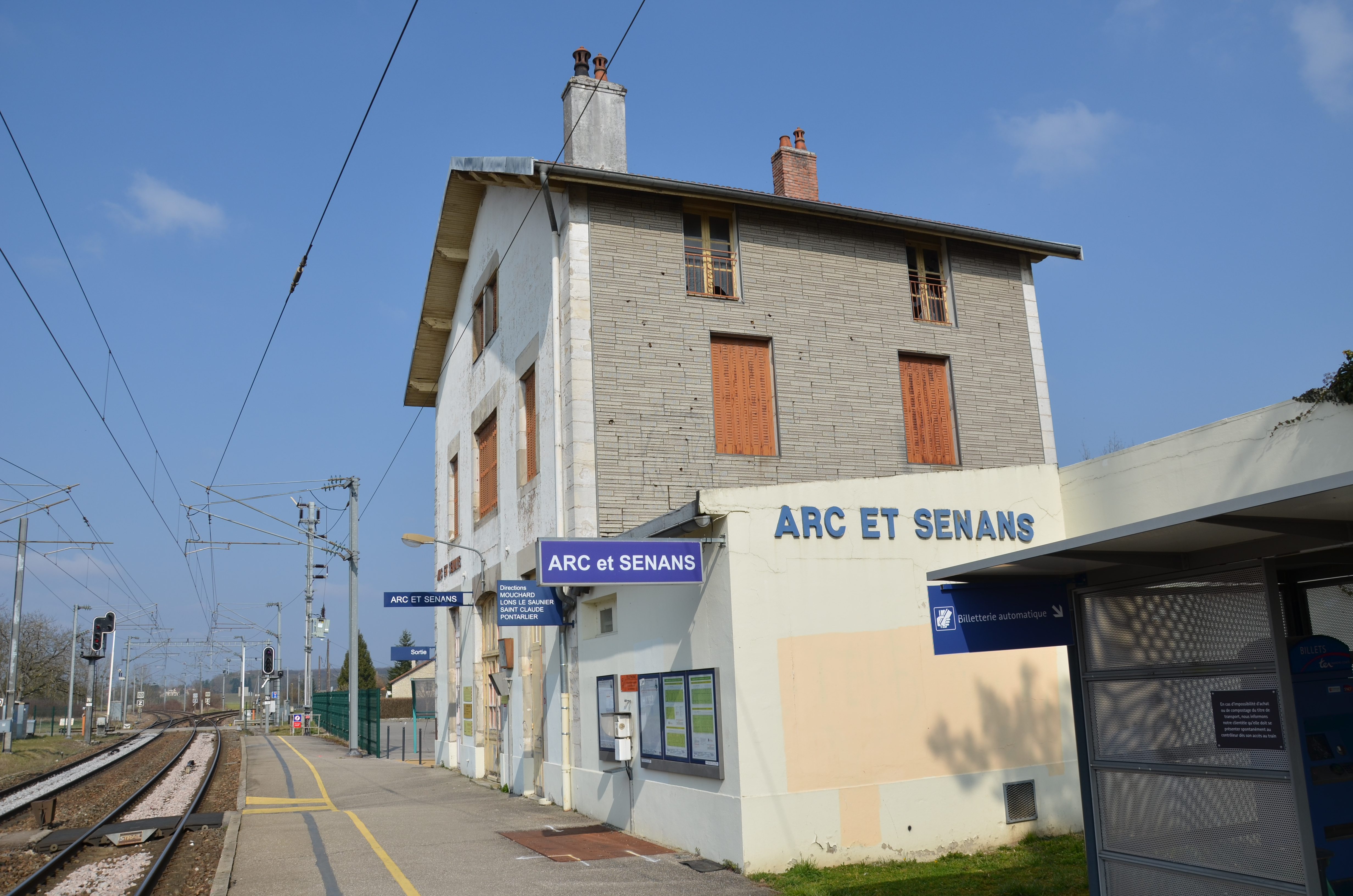
Bâtiment voyageurs de la gare d'Arc-et-Senans.

Les ouvrages d'arts des trois franchissements du Doubs de la ligne
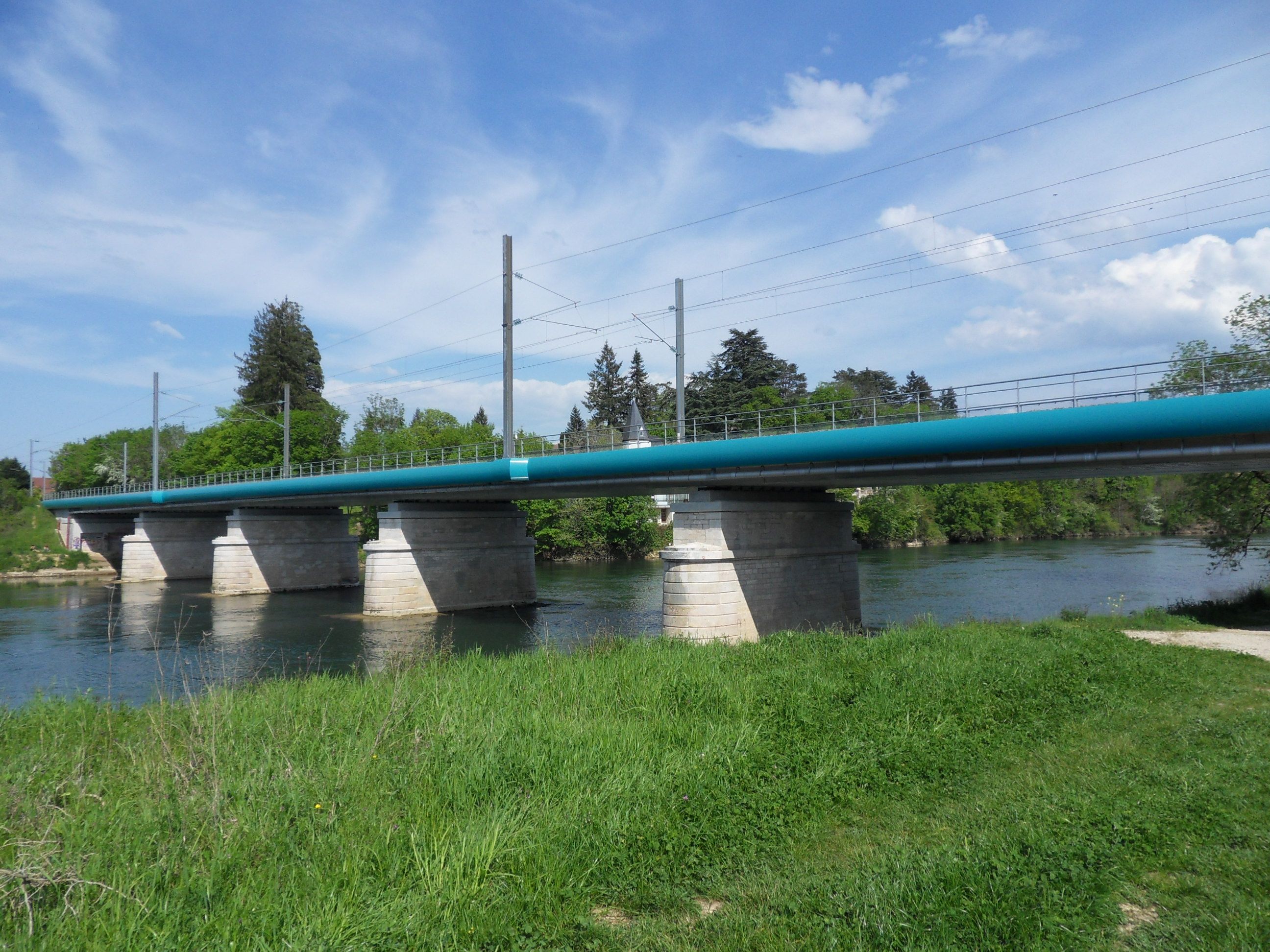
Thoraise Premier pont sur le Doubs
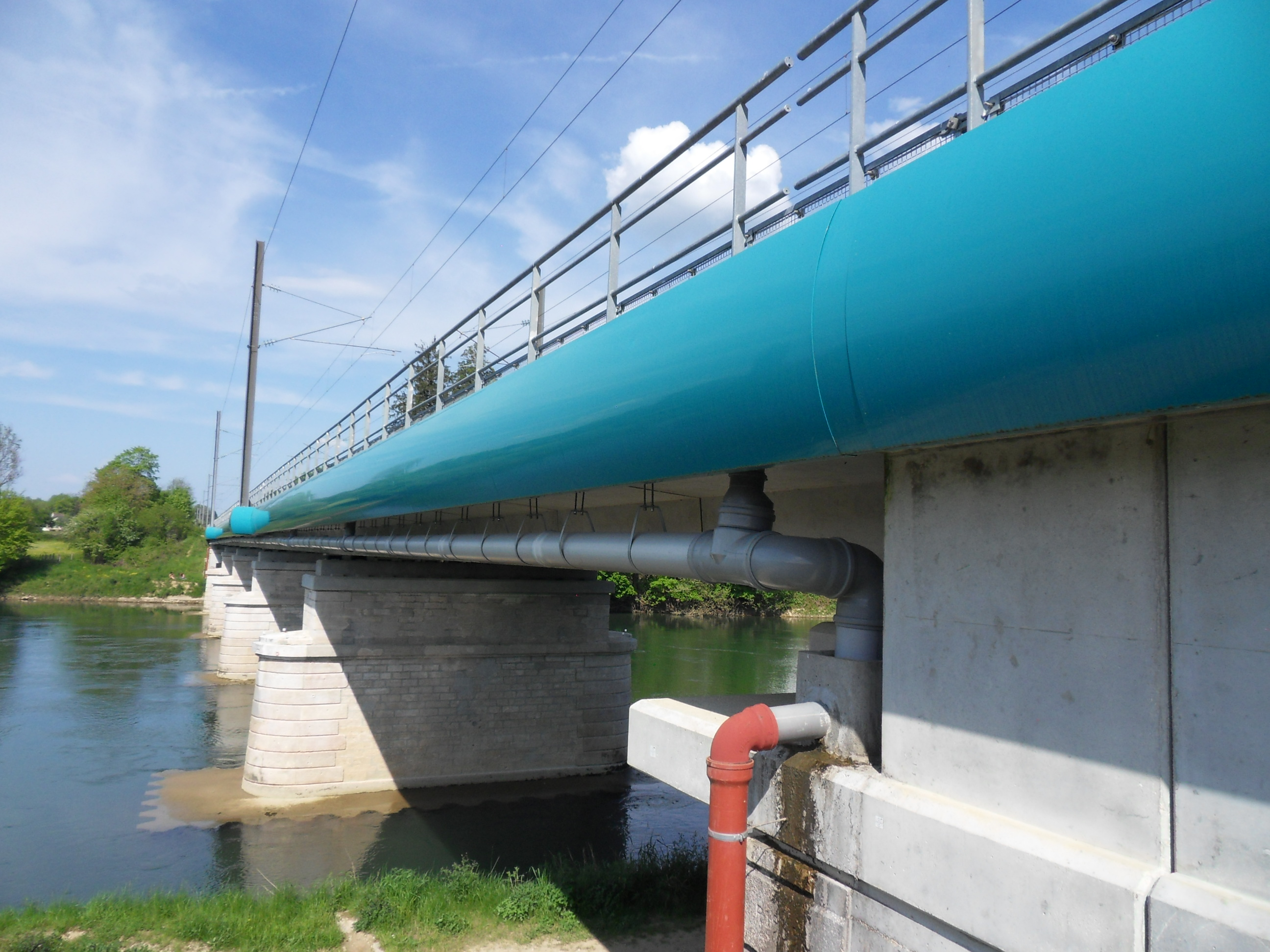
Thoraise Premier pont sur le Doubs
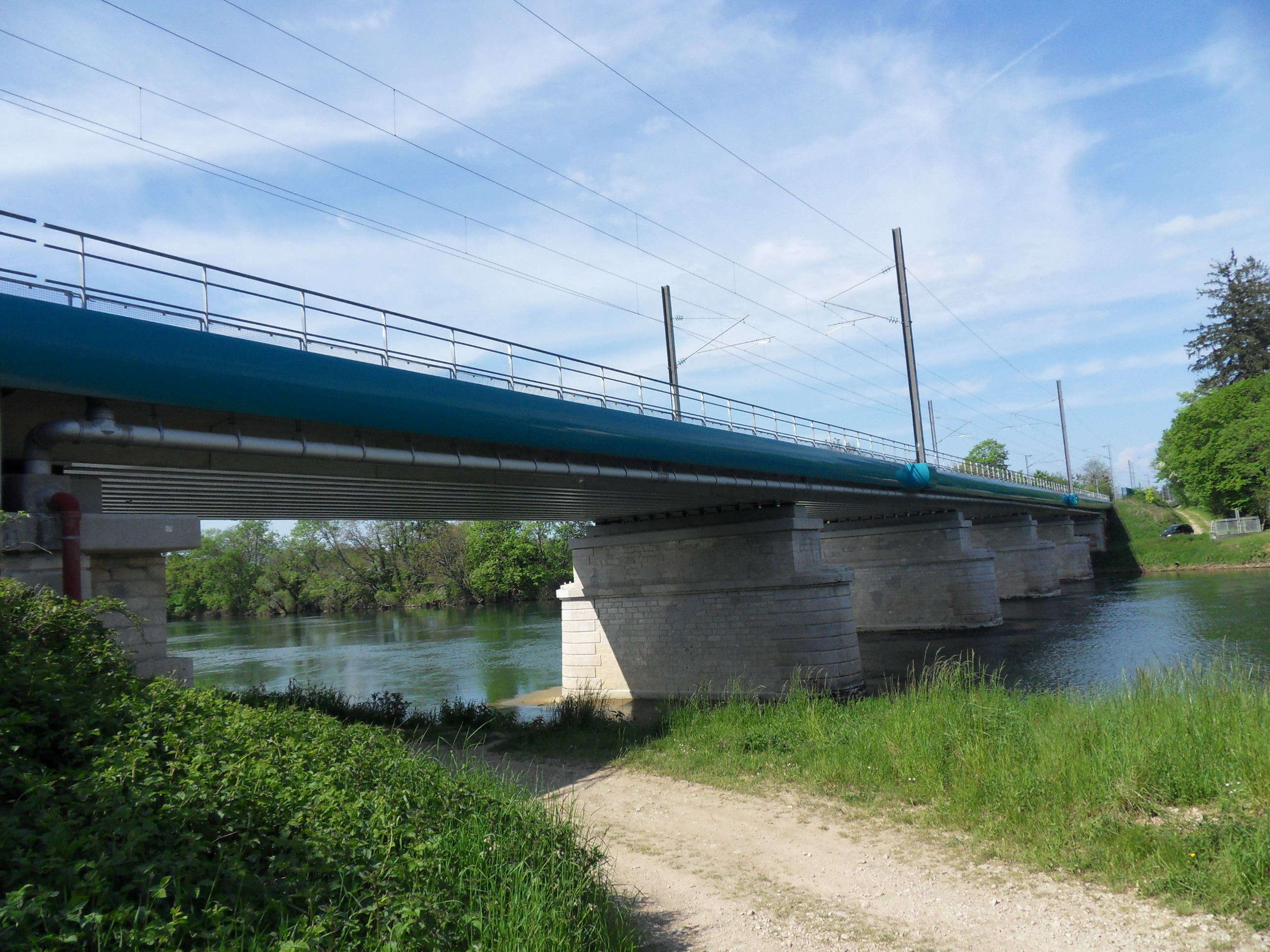
Thoraise Premier pont sur le Doubs
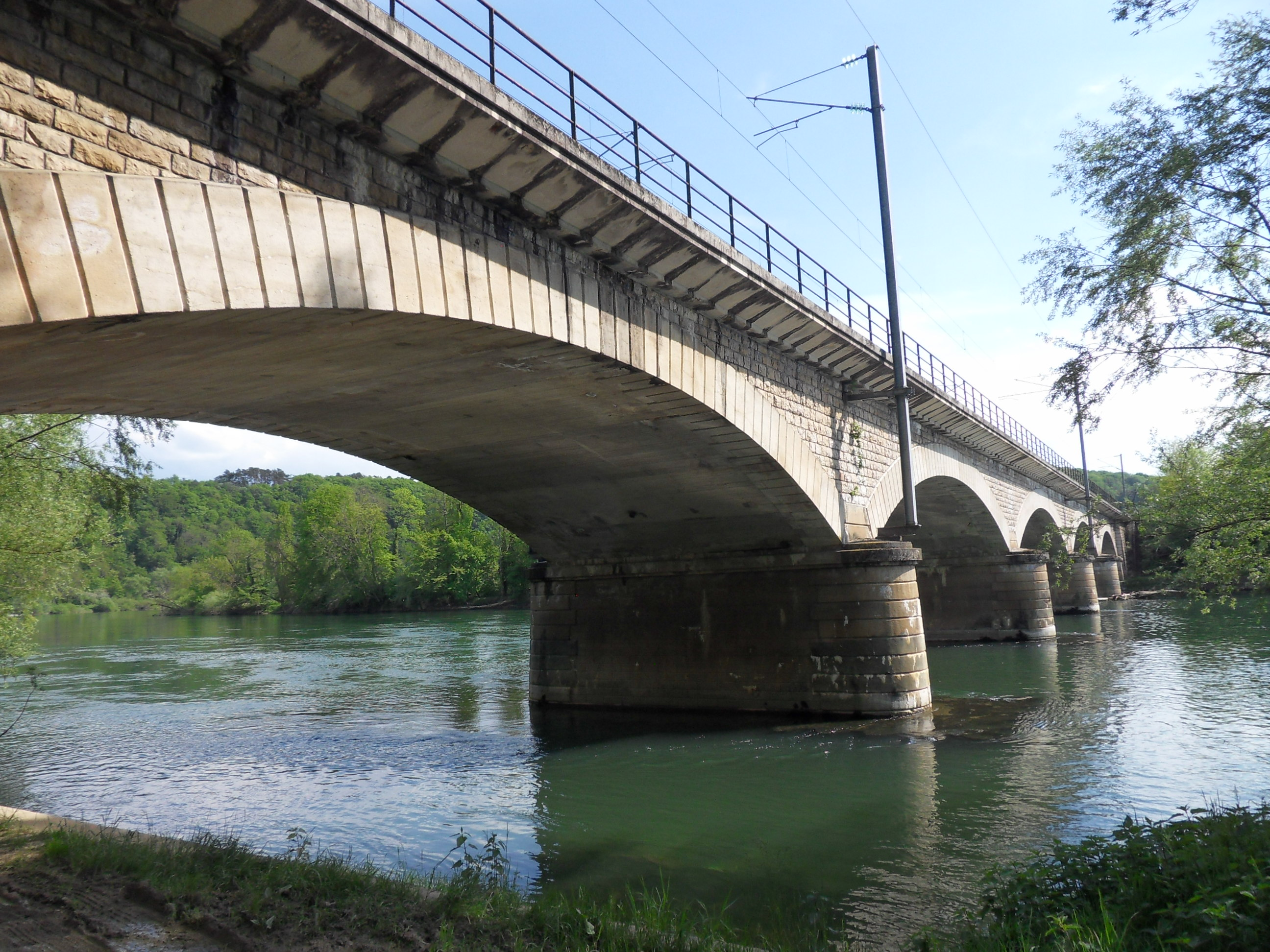
Thoraise Deuxième pont sur le Doubs
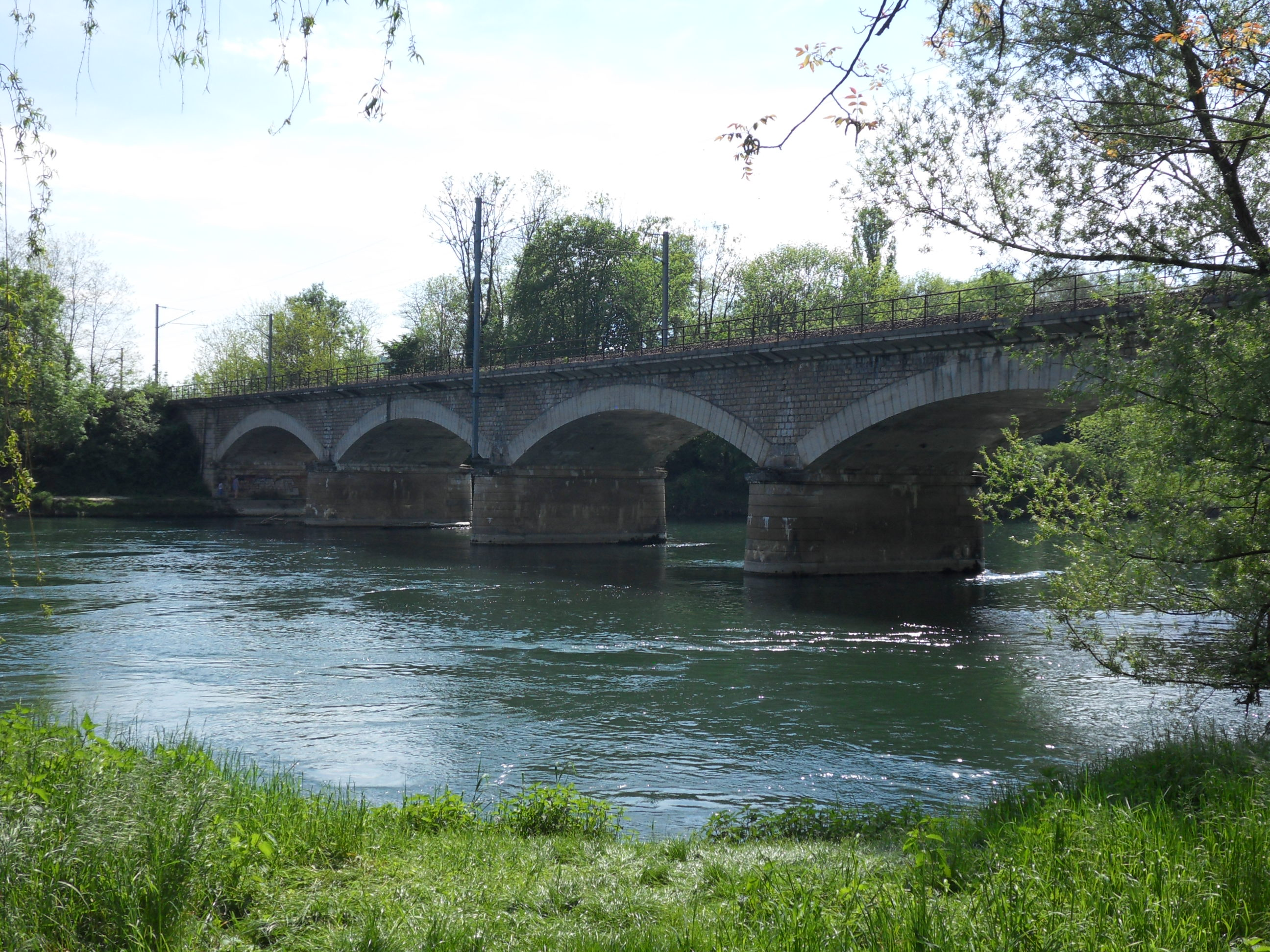
Thoraise Deuxième pont sur le Doubs
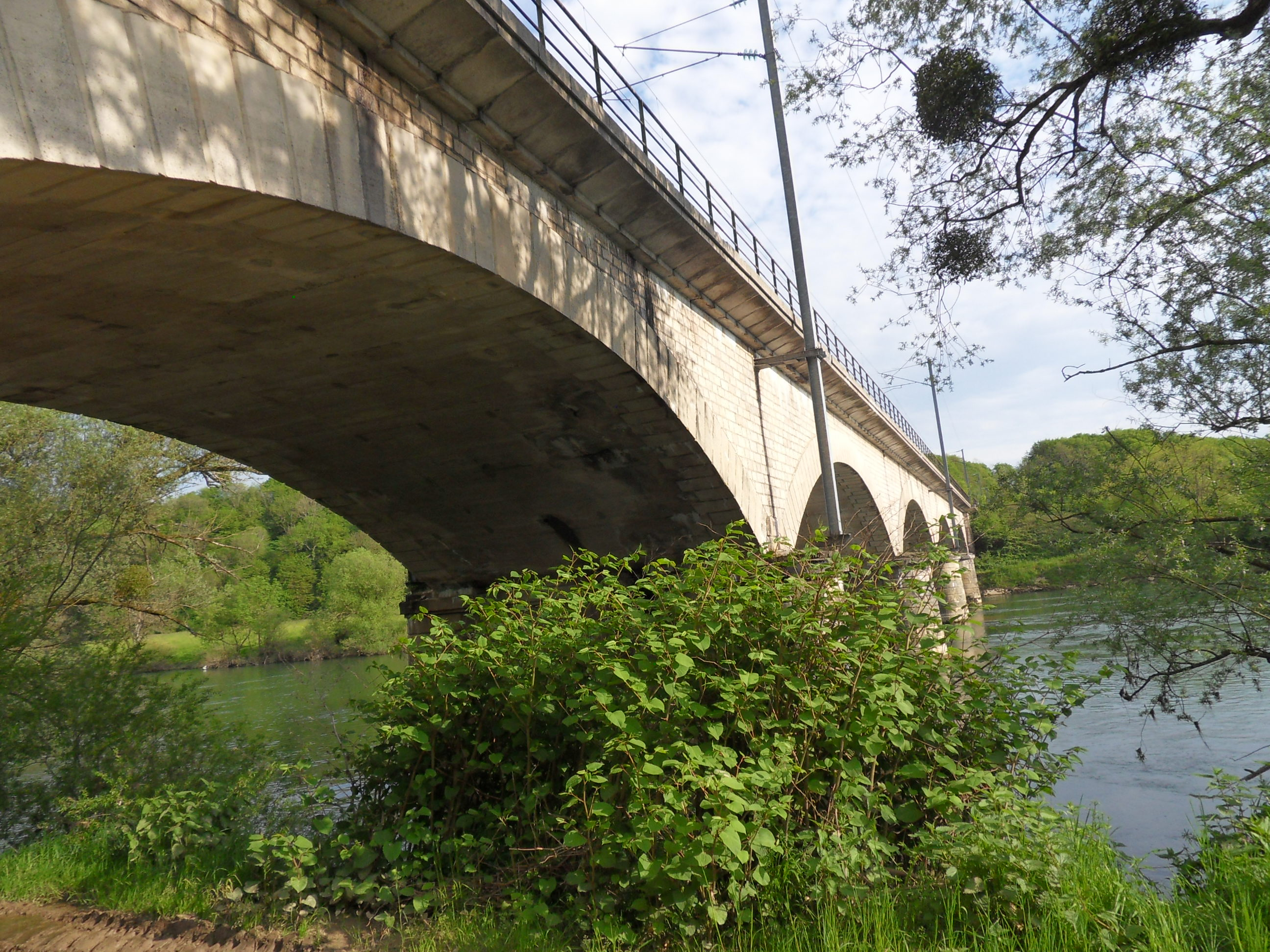
Osselle-Routelle Le pont sur le Doubs
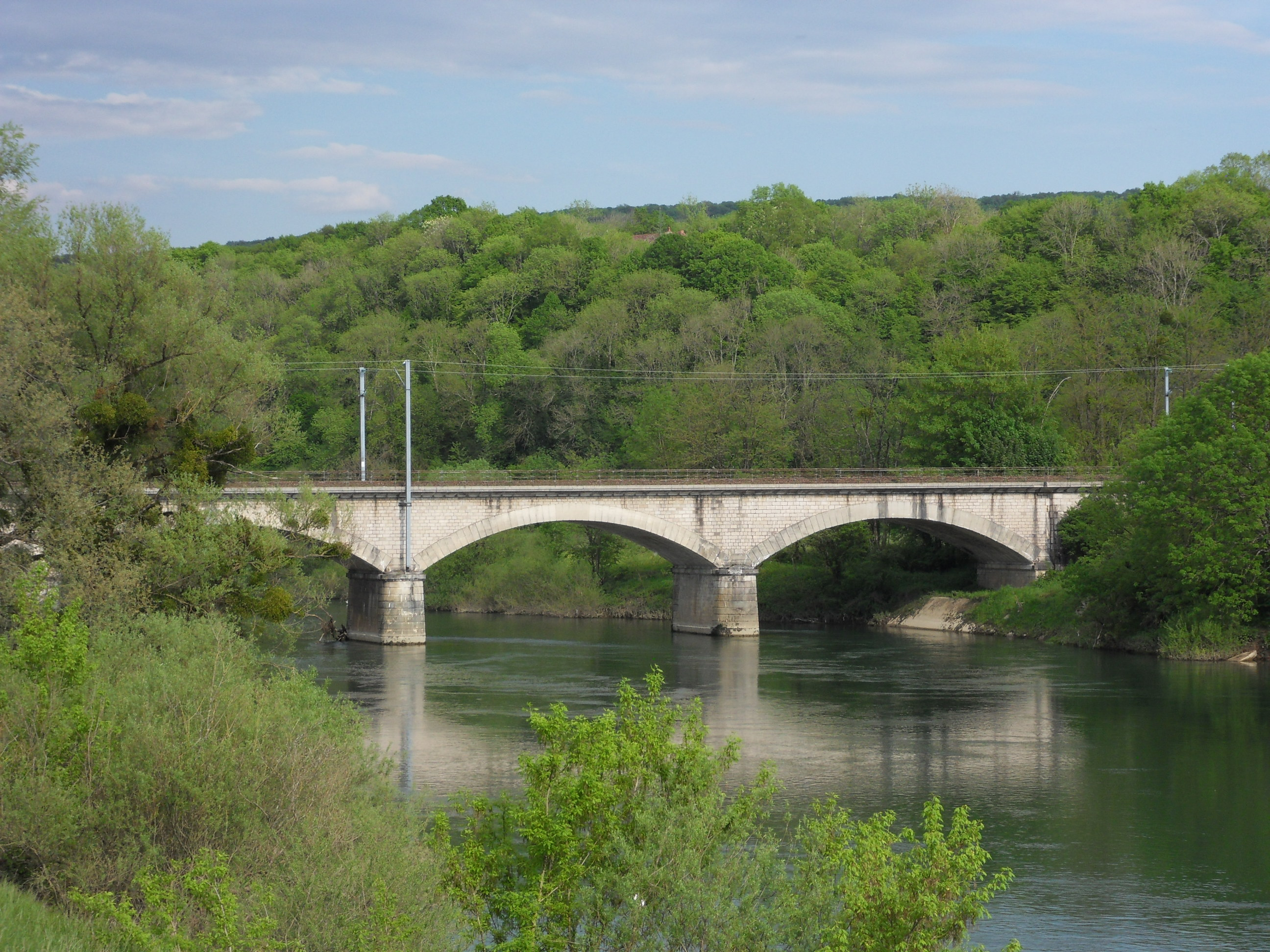
Osselle-Routelle Le pont sur le Doubs
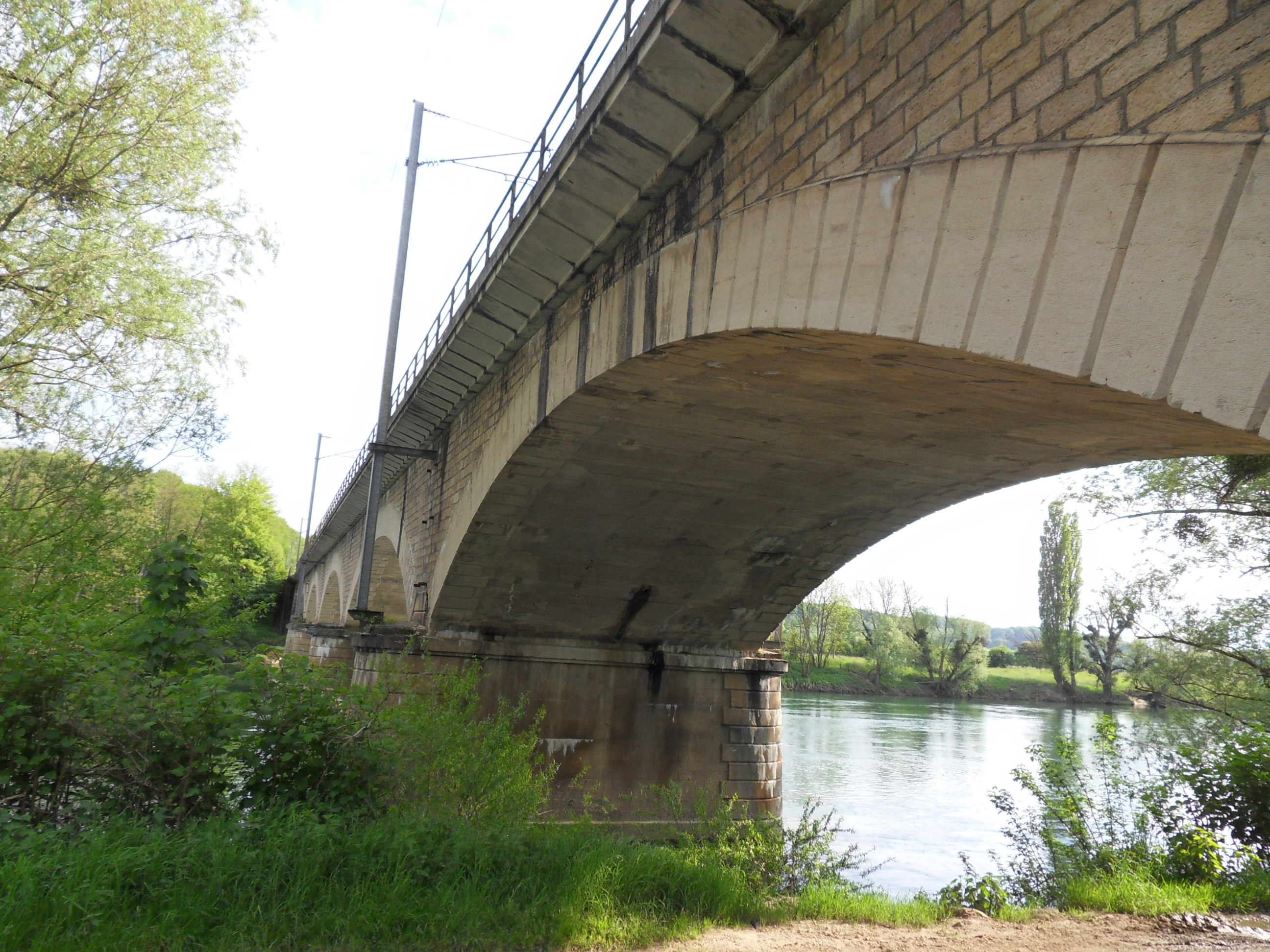
Osselle-Routelle Le pont sur le Doubs

## Voir Aussi